# Agrostis clivicola
Agrostis clivicola é uma espécie de gramínea do gênero Agrostis, pertencente à família Poaceae.